# ذنبية عصلبية
ذَنَبِيَّة عُصْلُبِيَّةَ أو ذَنَبَان عُصْلُبِيّ هو نوع من النباتات المزهرة من جنس الذنبية في الفصيلة البروقية ، مهدها جبال تيان شان وجبال بامير في آسيا الوسطى والتي غالبًا ما تستخدم نباتًا للزينة.